# Torre d'Arese
Torre d'Arese é uma comuna italiana da região da Lombardia, província de Pavia, com cerca de 550 habitantes. Estende-se por uma área de 4 km², tendo uma densidade populacional de 138 hab/km². Faz fronteira com Magherno, Marzano, Valera Fratta (LO), Villanterio, Vistarino.

## Demografia
| Variação demográfica do município entre 1861 e 2011                               |
|                                                                                   |
| Fonte: Istituto Nazionale di Statistica (ISTAT) - Elaboração gráfica da Wikipedia |